# Megaforce Records
La Megaforce Records è una casa discografica statunitense fondata da Jon Zazula nel 1982.

## Storia della Megaforce Records
La Megaforce Records fu fondata nel 1982 da Jon "Jonny Z" Zazula e da sua moglie Marsha Zazula per poter pubblicare i primissimi lavori dei Metallica.
Furono ritenuti importanti, anche, per la distribuzione negli Stati Uniti dei dischi di Venom e Mercyful Fate. Inoltre, a loro si deve la produzione esecutiva, tra gli altri, dei primi album di Anthrax, Overkill e Testament. Inizialmente, veniva distribuita in Europa dalla Music for Nations.
Successivamente, oltre ad avere una distribuzione mondiale da parte delle Atlantic Records e, per quanto riguarda gli Anthrax, dalla Island Records, si creò una sussidiaria chiamata Megaforce Worldwide. È tuttora attiva sul mercato, occupandosi anche delle ristampe delle loro precedenti release.

## Principali artisti
- Anthrax
- Exciter
- Hades
- King's X
- M.O.D.
- Manowar
- Metallica
- Mind Funk
- Nudeswirl
- Overkill
- Raven
- Stormtroopers of Death
- Testament
- TT Quick
- Vio-lence